# Голкошерстові
Голкошерстові (Erethizontidae) — родина ссавців ряду гризуни (Rodentia) з підряду їжатцевидих (Hystricomorpha).
Голкошерстові, яких інколи називають «американськими дикобразами», більш близькі до інших кавієвидих (зокрема, з родин агутієвих чи пакових), ніж до представників їжатцевидих зі Старого Світу, зокрема їжатцевих (Hystricidae).

## Поширення
Мешкають в основному в Південній та Центральній Америці. Тільки один вид проживає в Північній Америці.

## Зовнішня морфологія
Представники родини мають довгі, гострі шипи, які колючі на кінчику і легко втрачаються, але кидатись ними тварини не вміють. Всі Голкошерстові колючі, але у деяких видів шипи сховані під довгим волоссям. Новонароджені всіх видів вкриті волоссям. Центрально-американські види кремезні, з короткими кінцівками й довгим, чіпким хвостом. Хвіст товстий зверху і різко звужується до кінця. Гола, чіпка поверхня хвоста знаходиться на верхньому його боці, на відміну від усіх інших чіпкохвостих ссавців регіону, в яких чіпка поверхня знаходиться на нижній частині хвоста. На кожній нозі 4 пальці, озброєні довгими, гострими кігтями. Задні ноги мають великі, округлі подушки, які залишають характерний слід. Ці ссавці мають великий, рожевий ніс, маленькі очі, і ледь помітні вуха, даючи їм дещо домашній вигляд. Довжина голови й тіла: 300—860 мм, хвіст: 75-450 мм.

## Систематика
Родина налічує 3 роди, 18 видів.
- Родина Голкошерстові (Erethizontidae)
  - Рід «хетоміс» — Chaetomys
    - Вид Chaetomys subspinosus

  - Рід «кенду» — Coendou
    - Вид Coendou baturitensis
    - Вид Coendou bicolor
    - Вид Coendou ichillus
    - Вид Coendou insidiosus
    - Вид Coendou longicaudatus
    - Вид Coendou melanurus
    - Вид Coendou mexicanus
    - Вид Coendou nycthemera
    - Вид Coendou prehensilis (у т. ч. Coendou sanctamartae)
    - Вид Coendou pruinosus
    - Вид Coendou quichua (у т. ч. Coendou rothschildi)
    - Вид Coendou roosmalenorum
    - Вид Coendou rufescens
    - Вид Coendou speratus
    - Вид Coendou spinosus (у т. ч. Sphiggurus villosus)
    - Вид Coendou vestitus

  - Рід голкошерст — Erethizon
    - Вид голкошерст канадський — Erethizon dorsatum